# Lebadea samana
Lebadea samana är en fjärilsart som beskrevs av Hans Fruhstorfer 1913. Lebadea samana ingår i släktet Lebadea och familjen praktfjärilar. Inga underarter finns listade i Catalogue of Life.